# 1956年全米選手権 (テニス)
1956年 全米選手権（1956ねんぜんべいせんしゅけん）に関する記事。

## 大会の流れ
- 1881年から1967年まで、全米選手権は各部門が個別の名称を持ち、大会会場も別々のテニスクラブで開かれた。これが他の3つのテニス4大大会と大きく異なる点である。
  - 男子シングルス　名称：全米シングルス選手権（U.S. National Singles Championship）／会場：ニューヨーク市クイーンズ区フォレストヒルズ、ウエストサイド・テニスクラブ　（1924年-1977年）
  - 女子シングルス　名称：全米女子シングルス選手権（U.S. Women's National Singles Championship）／会場：フォレストヒルズ、ウエストサイド・テニスクラブ　（1921年-1977年）
  - 男子ダブルス　名称：全米ダブルス選手権（U.S. National Doubles Championship）／会場：マサチューセッツ州ボストン市、ロングウッド・クリケット・クラブ　（1946年-1967年まで）
  - 女子ダブルス　名称：全米女子ダブルス選手権（U.S. Women's National Doubles Championship）／会場：ボストン、ロングウッド・クリケット・クラブ　（1946年-1967年まで）
  - 混合ダブルス　名称：全米混合ダブルス選手権（U.S. Mixed Doubles Championship）／会場：フォレストヒルズ、ウエストサイド・テニスクラブ　（1942年-1977年）
- 1967年までは、男子ダブルス・女子ダブルスの2部門がボストンの「ロングウッド・クリケット・クラブ」で開かれ、他の3部門（男女シングルス・混合ダブルス）はフォレストヒルズで行われた。
- 前年度まで実施されていた男女シングルスの「アメリカ人シード選手」と「外国人シード選手」が廃止され、本年度からは国籍に関係なく8名ずつを選出するようになった。（当時のウィンブルドン選手権でも、男女シングルスのシード選手は8名であった。）

## シード選手

### 男子シングルス
1. ルー・ホード　（準優勝）
2. ケン・ローズウォール　（初優勝）
3. ハミルトン・リチャードソン　（ベスト8）
4. ビック・セイシャス　（ベスト4）
5. ニール・フレーザー　（ベスト4）
6. アシュレー・クーパー　（ベスト8）
7. ウルフ・シュミット　（3回戦）
8. ディック・サビット　（ベスト8）

### 女子シングルス
1. シャーリー・フライ　（初優勝）
2. アリシア・ギブソン　（準優勝）
3. ルイーズ・ブラフ　（ベスト8）
4. ドロシー・ヘッド・ノード　（ベスト8）
5. マーガレット・オズボーン・デュポン　（ベスト8）
6. シャーリー・ブルーマー　（ベスト4）
7. ベティ・ローゼンクエスト　（ベスト4）
8. ダーリーン・ハード　（ベスト8）

## 大会経過

### 男子シングルス
準々決勝
- ケン・ローズウォール vs.  ディック・サビット　6-4, 7-5, 4-6, 8-10, 6-1
- ビック・セイシャス vs.  アシュレー・クーパー　9-7, 3-6, 9-7, 10-12, 6-4
- ルー・ホード vs.  ロイ・エマーソン　8-6, 6-3, 7-5
- ニール・フレーザー vs.  ハミルトン・リチャードソン　3-6, 6-3, 6-2, 6-4

準決勝
- ケン・ローズウォール vs.  ビック・セイシャス　10-8, 6-0, 6-3
- ルー・ホード vs.  ニール・フレーザー　15-13, 6-2, 6-4

### 女子シングルス
準々決勝
- シャーリー・フライ vs.  マーガレット・オズボーン・デュポン　6-2, 4-6, 6-2
- シャーリー・ブルーマー vs.  ルイーズ・ブラフ　6-3, 6-3
- アリシア・ギブソン vs.  ダーリーン・ハード　9-7, 6-1
- ベティ・ローゼンクエスト vs.  ドロシー・ヘッド・ノード　4-6, 6-0, 6-2

準決勝
- シャーリー・フライ vs.  シャーリー・ブルーマー　6-4, 6-4
- アリシア・ギブソン vs.  ベティ・ローゼンクエスト　6-1, 10-8

## 決勝戦の結果
- 男子シングルス： ケン・ローズウォール vs.  ルー・ホード　4-6, 6-2, 6-3, 6-3
- 女子シングルス： シャーリー・フライ vs.  アリシア・ギブソン　6-3, 6-4
- 男子ダブルス： ケン・ローズウォール＆ ルー・ホード vs.  ビック・セイシャス＆ ハミルトン・リチャードソン　6-2, 6-2, 3-6, 6-4
- 女子ダブルス： ルイーズ・ブラフ＆ マーガレット・オズボーン・デュポン vs.  シャーリー・フライ＆ ベティ・ローゼンクエスト　6-3, 6-0
- 混合ダブルス： ケン・ローズウォール＆ マーガレット・オズボーン・デュポン vs.  ルー・ホード＆ ダーリーン・ハード　9-7, 6-1